# Juan Carlos Sánchez Latorre
Juan Carlos Sánchez Latorre (El Espinal, Tolima, 13 de septiembre de 1980), es un hebéfilo, violador en serie y tecnólogo de sistemas colombiano, también conocido por el alias de «Lobo Feroz».
Las autoridades lo señalan de haber violado a 500 menores de edad, aunque se especula que fueron más ya que Sánchez Latorre vivió en Venezuela y todavía no se tienen datos oficiales de lo que pudo hacer en dicho país. La policía encontró 1450 archivos con datos sobre violaciones de niños, en las grabaciones se encontraron 276 vídeos de menores abusados. Los niños fueron abusados entre 2008 y 2011, sin embargo, existen pruebas sobre 50 casos de violaciones denunciadas en 2005; las víctimas de estos hechos afirmaron que Sánchez Latorre había abusado de ellas.
Sánchez Latorre frecuentaba centros comerciales a la espera de contactar y ganarse la confianza de niños entre los 9 y 14 años. Luego, los llevaba a hoteles y obligaba a desnudarse para tomarles fotos y grabarlos en vídeos, y después abusar de ellos. A quienes se resistían los amenazaba con un arma blanca. Sánchez Latorre estuvo preso desde el 15 de marzo al 12 de noviembre de 2008, cuando su libertad fue ordenada por el Juzgado Séptimo Penal Municipal de Barranquilla por vencimiento de términos. Desde ese momento, escapó a Maracaibo, Venezuela y se identificaba con la cédula venezolana a nombre de Danilo Santiago Luna.

## Condena
Tras su extradición a Colombia por el gobierno de Venezuela, Sánchez Latorre fue condenado a 60 años de cárcel, la máxima pena en Colombia. La sentencia fue dictaminada por un juez de la ciudad de Barranquilla.